# 第二次固始戰鬥
固始戰鬥發生於1931年7月1日－8月5日，地點則是在中國河南固始。是第一次国共内战主要戰鬥之一。該戰鬥交戰一方為中華民國國民革命軍，另一方則為中國共產黨所領導之中國工農紅軍。